# Isoneuromyia yorki
Isoneuromyia yorki är en tvåvingeart som beskrevs av Neal L. Evenhuis 2006. Isoneuromyia yorki ingår i släktet Isoneuromyia och familjen platthornsmyggor.
Artens utbredningsområde är Vietnam. Inga underarter finns listade i Catalogue of Life.